# Pegasus (genre)
Pour les articles homonymes, voir Pegasus.
Genre
Pegasus est un genre de poissons téléostéens de la famille des Pegasidae.
Ces poissons sont appelés en français « pégases » ou parfois « poissons-papillons » (ce qui est impropre et entraîne un risque de confusion avec les espèces de la famille des Chaetodontidae).

## Liste des espèces
Selon FishBase (2 mars 2016), World Register of Marine Species (2 mars 2016) et ITIS (2 mars 2016) :
- Pegasus lancifer Kaup, 1856 -- Poisson-papillon sculpté
- Pegasus laternarius Cuvier, 1816
- Pegasus volitans Linnaeus, 1758 -- Longtail seamoth

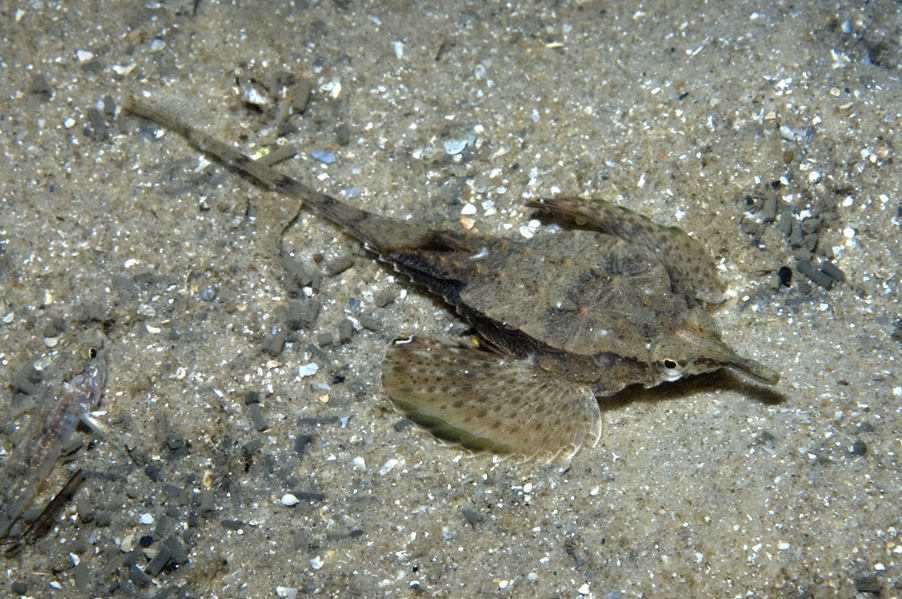
Pegasus lancifer
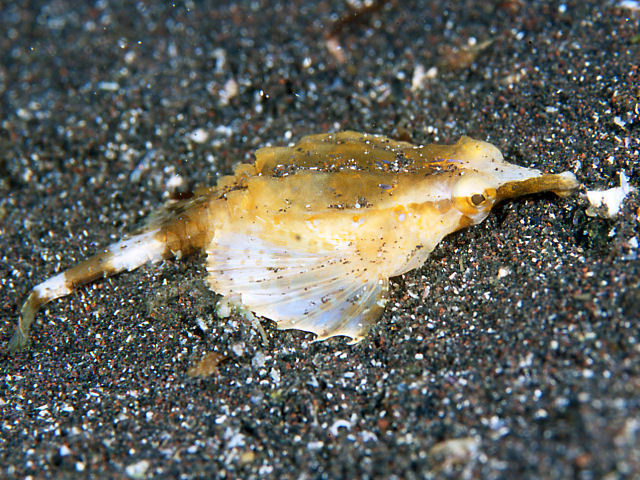
Pegasus laternarius
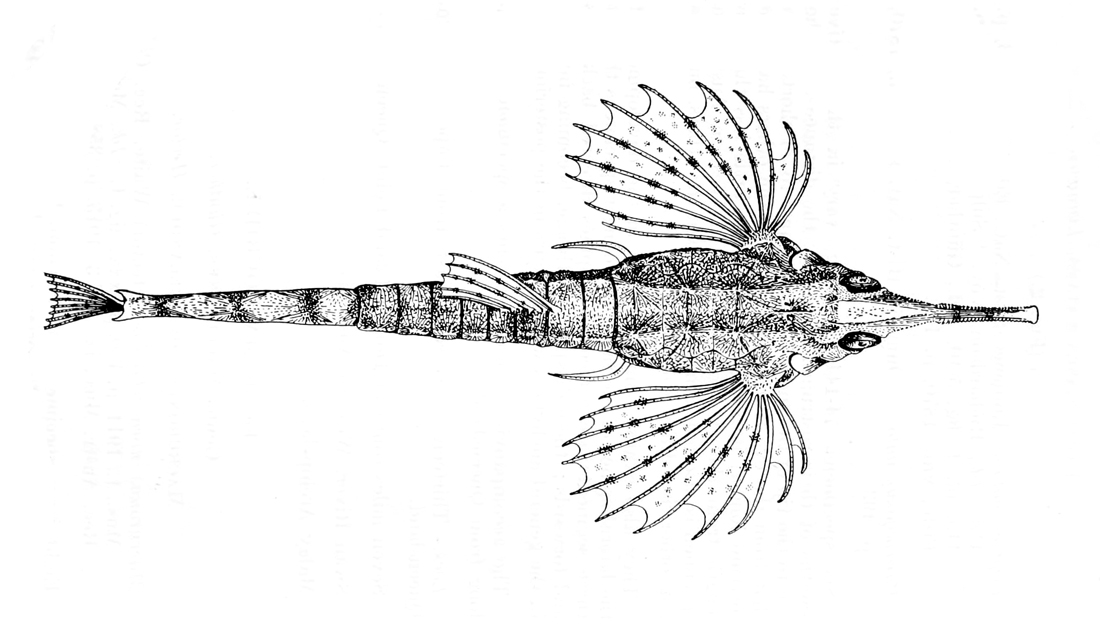
Pegasus volitans